# Hayfield (Minnesota)
Pour les articles homonymes, voir Hayfield.
Hayfield est une ville américaine située dans le Comté de Dodge, dans le Minnesota. Selon le recensement de 2020, sa population est de 1 340 habitants.